# 11.er distrito local de Baja California
El 11.º distrito electoral local de Baja California es uno de los 17 distritos electorales en los que se encuentra dividido el territorio del estado de Baja California. Su cabecera es Tijuana.
Desde el proceso de redistritación de 2015, está situado en la zona urbana de la ciudad, y corresponde a la zona costera de la ciudad, en la delegación Playas de Tijuana.

## Distritaciones anteriores

### Distritación 1971
Creado en 1971, el distrito correspondió al municipio de Ensenada.

### Distritación 1980
Para las elecciones de 1980, el distrito se mueve al municipio de Tijuana, correspondiente a la zona central-este de la ciudad, correspondiente a la delegación Cerro Colorado y parte de La Mesa.

## Diputados electos
| Municipio | Legislatura | Diputado                        | Partido |
| --------- | ----------- | ------------------------------- | ------- |
| Ensenada  | VII         | J. Jesús López Gastélum         |         |
| Ensenada  | VIII        | David Ojeda Ochoa               |         |
| Ensenada  | IX          | Juan Malagamba Moreno           |         |
| Tijuana   | X           | Raymundo Estrada Ortega         |         |
| Tijuana   | XI          | Germán Martínez Cochran         |         |
| Tijuana   | XII         | María Elvia Valenzuela Barragán |         |
| Tijuana   | XIII        | Héctor Guillermo Osuna Jaime    |         |
| Tijuana   | XIV         | Francisco Javier Reynoso Nuño   |         |
| Tijuana   | XV          | José Cervantes Govea            |         |
| Tijuana   | XVI         | Martín Domínguez Rocha          |         |
| Tijuana   | XVII        | Jesús Gerardo Cortez Mendoza    |         |
| Tijuana   | XVIII       | Ricardo Magaña Mosqueda         |         |
| Tijuana   | XIX         | Óscar Román Martínez Garza      |         |
| Tijuana   | XX          | Ricardo Magaña Mosqueda         |         |
| Tijuana   | XXI         | Rosalba López Regalado          |         |
| Tijuana   | XXII        | Iraís María Vázquez Aguiar      |         |
| Tijuana   | XXIII       | Luis Moreno Hernández           |         |
| Tijuana   | XXIV        | Evelyn Sánchez Sánchez          |         |
| Tijuana   | XXV         | Evelyn Sánchez Sánchez          |         |